# حيرام نولز
حيرام نولز (بالإنجليزية: Hiram Knowles)‏ هو محامي وقاضي وسياسي أمريكي، ولد في 18 يناير 1834، وتوفي في 6 أبريل 1911.